# Kiwi d'Owen
Apteryx owenii
Espèce
Répartition géographique
Statut de conservation UICN

 NT  : Quasi menacé
Le Kiwi d'Owen (Apteryx owenii) est la plus petite espèce de kiwi, mesurant environ 25 cm de haut et pesant environ 1,3 kg. Il ne pond qu'un œuf, qui est couvé par le mâle.
Le kiwi d'Owen est incapable de survivre à l'action de prédateurs tels que les chats, les cochons, les hermines, les rats et les opossums . Il a presque disparu des îles principales de Nouvelle-Zélande, mais il a été introduit sur quelques petites îles où ces prédateurs ne sont pas présents.